# 佩尔·尼尔松
佩尔·尼尔松（瑞典語：Per Nilsson，1890年1月4日—1964年6月18日），瑞典男子体操运动员。他曾获得1912年夏季奥运会体操比赛男子团体瑞典式金牌。他于1964年在斯德哥尔摩去世。